# Catostomus discobolus discobolus
Catostomus discobolus discobolus is een ondersoort van de straalvinnige vissen uit de familie van de zuigkarpers (Catostomidae). De wetenschappelijke naam van de soort is voor het eerst geldig gepubliceerd in 1871 door Cope.